# Meic Stephens
Pour le musicien, voir Meic Stevens.
Pour les articles homonymes, voir Stephens.
Meic Stephens, né le 23 juillet 1938 à Treforest et mort le 2 juillet 2018 à Cardiff, est un journaliste, poète et traducteur gallois de nationalité britannique.

## Biographie
Né au Pays de Galles, dans le village de Treforest, près de Pontypridd, dans le comté de Glamorgan, il étudie à l'université d'Aberystwyth, où il obtient un premier diplôme en 1961, avant de poursuivre ses études supérieures à l'université de Bangor, puis à l'université de Rennes en France.
De 1962 à 1966, il enseigne le français à Ebbw Vale, dans le Monmouthshire. À Merthyr Tydfil, il fonde la Triskel Press et, en 1965, il crée la revue Poetry Wales. Soucieux de préserver et de transmettre son patrimoine folklorique, il apprend le gallois à l'âge adulte et fait partie d'associations vouées à la diffusion de cette culture.
De 1967 à 1990, il est directeur de la littérature du Welsh Arts Council.
Il est professeur d'anglais gallois à l'université de Glamorgan jusqu'à sa retraite. Il a également été professeur invité au département d'anglais de l'université Brigham Young aux États-Unis.
Outre sa poésie et ses traductions, il signe de nombreux articles sur la littérature galloise pour le quotidien Western Mail et des nécrologies d'éminents Gallois pour le journal The Independent.
Comme critique littéraire, il s'intéresse et défend pendant toute sa carrière l'œuvre de l'écrivain gallois Rhys Davies.
Quelques mois avant sa mort, survenue en juillet 2018, il reçoit une bourse honorifique de l'université d'Aberystwyth.

## Œuvres
- (en) Linguistic Minorities in Western Europe (1976, J. D. Lewis)
- (en) Green Horse (1978)
- (en) [éd.] The Oxford Companion to the Literature of Wales (1986, Oxford University Press)
- (en) The New Companion to the Literature of Wales (1998, University of Wales Press)
- (en) Illuminations: An Anthology of Welsh Short Prose (1998, Welsh Academic Press)
- (en) A Most Peculiar People: Quotations About Wales and the Welsh (1992, University of Wales Press)
- (en) Little Book of Welsh Quotations (1997, Appletree Press)
- (en) A Pocket Guide Series: Wales in Quotation (1999, University of Wales Press)
- (en) Welsh Names for Your Children: The Complete Guide (2000, Y. Lolfa)
- (en) The Literary Pilgrim in Wales: A Guide to the Places Associated with Writers in Wales (2000, Gwasg Carreg Gwalch)
- (en) A Semester in Zion: A Journal with Memoirs (2003, Gwasg Carreg Gwalch)
- (en) Yeah, Dai Dando (2008, Cinnamon)
- (en) A Bard for Highgrove: a Likely Story (2010, Cambria Books)

Traduction
- (en) Luis Núñez Astrain, The Basques: their Struggle for Independence (1997, Welsh Academic Press)